# Alto Garças
Alto Garças es un municipio brasileño del estado de Mato Grosso. Se localiza a una latitud 16º56'38" sur y a una longitud 53º31'41" oeste, y se encuentra a una altitud de 754 metros. Su población estimada en 2016 era de 11.383 habitantes. Posee un área de 3672,22  km².

## Historia
El municipio es de origen bastante reciente, y comenzó a desenvolverse en la región a partir de 1919, con la llegada de los primeros aventureros de la minería, sedientos por la valiosa piedra allí existente: el diamante.
Entretanto, el desarrollo del municipio, se llamaba San Vicente del Bonito, luego San Vicente y finalmente, Alto Garças. Si bien al principio solo se limitó a la extracción de minerales, paulatinamente fue desarrollando actividades agropecuarias, que proponecinaron un gran impulso a la región y hoy en especial al cultivo de la soja y algodón. Actualmente el municipio se encuentra en pleno desarrollo.
En 3 de febrero de 1933, el municipio fue elevado a la categoría de distrito, perteneciente al municipio de Santa Rita del Araguaia, durante este período, su progresso fue sorprendente por lo que en 1953, a través de la Ley nº 1660, el día 10 de diciembre, Alto Garças pasó a figurar como un municipio autónomo.

## Turismo
El municipio posee bellas cascadas como la de San Vicente, la del ribeirão de la Onça y la del Cafezinho. Todos los años hay fiestas de carnaval y el 12 de octubre acontece en la región del Arara una fiesta tradicional en homenaje a Nuestra Señora de Aparecida. 
En el municipio hay también grandes haciendas que figuram como atractivos para la población y visitantes, como la Estancia del Bosque, Estancia Joselena y la Casa de Piedra.

## Altogarcenses Ilustres
- Vanessa da Mata, Cantora

## Relieve
Altiplanicie de Taquari-Itiquira, Sierra del Bonito